# Pteroceras biserratum
Pteroceras biserratum är en orkidéart som först beskrevs av Henry Nicholas Ridley, och fick sitt nu gällande namn av Richard Eric Holttum. Pteroceras biserratum ingår i släktet Pteroceras och familjen orkidéer. Inga underarter finns listade i Catalogue of Life.